# Slag om Los Angeles
De Slag om Los Angeles is de naam die achteraf is gegeven aan de diverse geruchten en het inzetten van luchtverdediging in de nacht van 24 op 25 februari 1942 in de Amerikaanse stad Los Angeles.
De Verenigde Staten waren sinds december 1941 na de Japanse aanval op Pearl Harbor in oorlog met Japan. Op 23 februari werd het gebied nabij olieveld Ellwood, niet ver van Los Angeles, door een Japanse onderzeeër beschoten. Er waren geruchten dat de onderzeeër na de aanval richting Los Angeles voer. Tevens waren er geruchten dat de Japanners een luchtaanval wilden uitvoeren op de stad. De stad werd in de nacht van 24 op 25 februari verduisterd. Tevens gingen er diverse luchtalarmen af en werden zoeklichten gebruikt om vijandelijke vliegtuigen te ontdekken. Om 3.16 in de nacht werden de eerste kogels afgeschoten door de kustverdediging. In circa een uur tijd werden 1400 kogels afgevuurd en om 7.21 werd de kust weer veilig verklaard.
Minister van de Marine Frank Knox verklaarde enkele uren later dat het een vals alarm was geweest, mede door de nerveuze toestand. Latere speculaties wezen commerciële vliegtuigen en ufo's aan als hetgeen dat gezien was in de lucht. De kustwacht kwam in 1949 met de verklaring dat een weerballon de oorzaak was van de meldingen.
De beschietingen veroorzaakten schade aan gebouwen en leidden indirect tot minstens vijf doden. Drie doden vielen door auto-ongelukken die in de veroorzaakte chaos gebeurden en twee personen stierven door de hoge stress van de beschietingen aan een hartstilstand.

## Trivia
- De film 1941 van Steven Spielberg is mede op deze gebeurtenis gebaseerd.